# 840.
840. je peto desetletje v 9. stoletju med letoma 840 in 849. 